# FAAC
FAAC o Codificador de audio avanzado gratuito (Freeware Advanced Audio Coder en inglés) es un proyecto de software que incluye el codificador AAC, y el descodificador FAAD2 (de ahí FAAC). Es compatible con MPEG-2 AAC y MPEG-4 AAC. Soporta distintos tipos de objetos de audio MPEG-4 (LC, Main, LTP para codificación y SBR, PS, ER, LD para decodificación), formatos de archivo (ADTS AAC, Raw AAC, MP4), codificación/decodificación multicanal y sin espacios y etiquetas de metadato MP4. El codificador y el decodificador son compatibles con aplicaciones de audio que cumplen con los estándares utilizando uno o más de estos tipos de objetos e instalaciones. También soporta Digital Radio Mondiale.
FAAC y FAAD2, que se distribuyen en forma del código fuente C gratuitamente, se pueden compilar en varias plataformas. FAAD2 es un software gratuito. FAAC contiene algunos códigos que se publican como software libre, pero en su conjunto solo se distribuye bajo una licencia propietaria.
FAAC fue escrito originalmente por Menno Bakker.

## Codificador FAAC
FAAC son las siglas de Freeware Advanced Audio Coder  (en castellano, Codificador de Audio Avanzado Gratuito). El codificador FAAC es un programa informático de compresión de audio que crea archivos de sonido AAC (MPEG-2 AAC/MPEG-4 AAC) de otros formatos (normalmente, archivos de audio CD-DA). Contiene una biblioteca (libfaac) que se puede utilizar en otros programas. Los archivos AAC se usan a menudo en programas de ordenador y reproductores portátiles de música, siendo el formato recomendado por Apple Inc. para el reproductor de música iPod de la compañía.
Algunas de las características que tiene FAAC son: soporte multiplataforma, codificación "razonablemente" rápida, soporte para más de un "tipo de objeto" del formato AAC, codificación multicanal y soporte para transmisiones de Digital Radio Mondiale. También admite transmisiones multicanal, como 5.1. Los tipos de objetos MPEG-4 del formato AAC admitidos por FAAC son "Baja complejidad" (LC), "Principal" y "Predicción a largo plazo" (LTP). Los perfiles MPEG-2 AAC admitidos por FAAC son LC y Main. Los tipos de objetos SBR y PS no son compatibles, por lo que los perfiles HE-AAC y HE-AACv2 tampoco son compatibles. El tipo de objeto "Baja complejidad" es el predeterminado y también se usa en videos destinados a reproductores portátiles (como el iPod de Apple) y en sitios de alojamiento de videos (como YouTube).
FAAC ha sido evaluado como una opción de "menor calidad" que otros codificadores AAC.

### Alternativas para AAC codificando en sistemas operativos estilo Unix
FAAC es una de las 6 alternativas que los usuarios de Linux/Unix tienen para crear archivos de tipo AAC. Otras son:
- La desarrollada por Fraunhofer[2] llamada librería de codificación “FDK AAC” que es incluida como parte de Android. El código fuente de FDK AAC está bajo una licencia de tipo copyleft customizada,[3] y se ha porteado a otras plataformas con el nombre de “libfdk-aac”. La librería está construida bajo un entorno fijo de matemáticas y solo soporta una entrada de 16-bit PCM.
- Nero AG desarrolló “NERO AAC Codec”, el cual tiene una licencia propietaria,[4] y no está disponible para todo el rango de arquitecturas hardware que estos sistemas operativos son capaces de ejecutar. Nero ha dejado de desarrollar este codificador, pero el paquete sigue disponible, y permanece como una opción de alta calidad para la codificación AAC.
- El codificador nativo de tipo AAC “libavcodec” (versión separada mantenida por FFmpeg y Libav) fue experimental pero se considera “mejor que vo-aacnec” en algunos test . Fue escrito por Konstain Shiskov, y publicado bajo la versión 2.1 de LGPL. El codificador AAC usado en la versión FFmpeg de libavoced fue significativamente mejorado para la versión 3.0 de FFmpeg y ya no es considerado experimental. Libav no ha juntado este trabajo.
- El codificador AAC de Android VisualOn “libvo_aacenc”. Fue reemplazado por FDK AAC (mencionado anteriormente) en Android y está considerado como una opción de baja calidad.
- El encoder libaacplus (de pago) que implementa la Codificación de audio avanzada de alta eficiencia.
- Los usuarios de Mac OS X pueden utilizar el enconder AAC de Apple con el comando “afconvert”.

## FAAD2 decodificador
FAAD2 es un software gratuito de decodificación avanzada de audio (AAC) que incluye decodificación SBR. Es un decodificador de MPEG-2 y MPEG-4 AAC y soporta objetos de audio MPEG-4 de tipo LC, Main, LTP, LD, ER, SBR y PS, los cuales también pueden ser combinados con HE-AAC y HE-AAC v2 (AAC LC+SBR+PS). Contiene la librería libfaad que puede ser utilizada por otros programas.
FAAD y FAAD2 fueron escritos originalmente por Menno Bakker de Nero AG. FAAD2 es el sucesor de FAAD1, que quedó obsoleto.
FAAD es un software gratuito de decodificación avanzada de audio. Fue publicado por primera vez en el año 2000 y no soportaba objetos de audio de tipo SBR ni PS. La última versión de FAAD1 fue la 2002-01-04. Todos los siguientes desarrollos se orientaron hacia el FAAD2. El soporte para la decodificación SBR (HE-AAC) fue añadido en la versión que fue publicada el 25 de julio de 2003. La versión 2.0 de FAAD fue publicada el 6 de febrero de 2004.

## Licencias
FAAC contiene código basado en el código de referencia ISO MPEG-4, cuya licencia no es compatible con la licencia LGPL. Solo los cambios de FAAC al código de referencia ISO MPEG-4 están licenciados bajo la licencia LGPL. El software de referencia ISO MPEG-4 fue publicado como ISO/IEC 14496-5 (MPEG-4 Parte 5: Software de referencia) y está disponible para la descarga gratuita en la web ISO. ISO/IEC le da a los usuarios de los estándares de audio MPEG-2 NBC/MPEG-4 una licencia gratuita para este módulo de software o para la modificación del mismo para el uso en productos de hardware o software conforme a los estándares de audio MPEG-2 NBC/MPEG-4. Aquellos que pretendan usar este módulo de software en productos de hardware o software están avisados de que este uso puede estar infringiendo patentes que existan previamente.
FAAD2 está licenciado bajo el GPL v2 (y futuras versiones de GPL). Nero AG posee los derechos de Copyright del código de FAAD2 (mencionado en la sección 2c del GPL v2). El código fuente contiene una nota que indica que el uso de este software puede requerir el pago de los derechos de la patente. La licencia comercial no GPL de este software también es posible.
Las modificaciones de FAAD (FAAD1) al código de referencia ISO MPEG-4 AAC se distribuyeron bajo GPL.

## Otro software
FAAC y FAAD2 se usan en los siguientes productos de software y librerías:
- Software de edición de video Avidemux.
- CDex utiliza el decodificador FAAC.
- FFmpeg soporta la codificación AAC mediante librerías libfaac externas, y utiliza su codificador nativo experimental.
- Fre:ac utiliza FAAC y FAAD2 para el soporte AAC.
- El framework multimedia GStreamer utiliza FAAC y FAAD.
- MPlayer utiliza FAAD2.
- El reproductor multimedia VLC utiliza el (codificador) FAAC y el (decodificador) FAAD para proporcionar soporte al audio AAC.
- El reproductor de música Daemon utiliza FAAD2.
- Music On Console utiliza FAAD2.

Existe también más software que utiliza librerías FAAC.